# 普羅維登斯 (明尼蘇達州)
普羅維登斯（英語：Providence）是位於美國明尼蘇達州拉基帕爾縣普羅維登斯鎮區的一個非建制地區。

## 地理
普羅維登斯所處的海拔為高於海平面329米（即1079英呎），而該地所採用的時區為UTC-6，即北美中部時區（CST）。同時該地設有夏令時間，為UTC-6調快一小時，即UTC-5（CDT）。